# Fort van Aurangabad

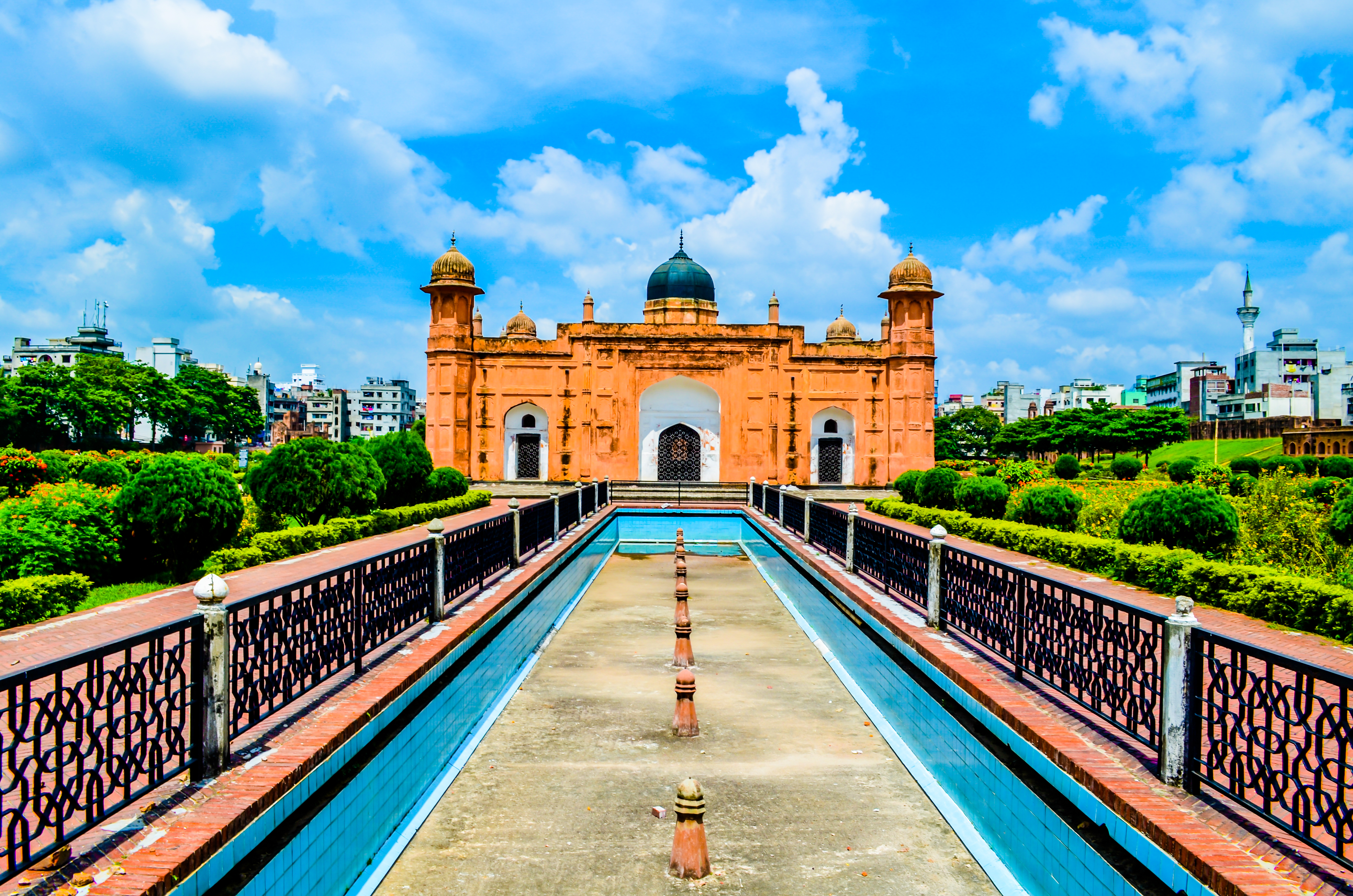
Het fort vanaf de voorkant gezien

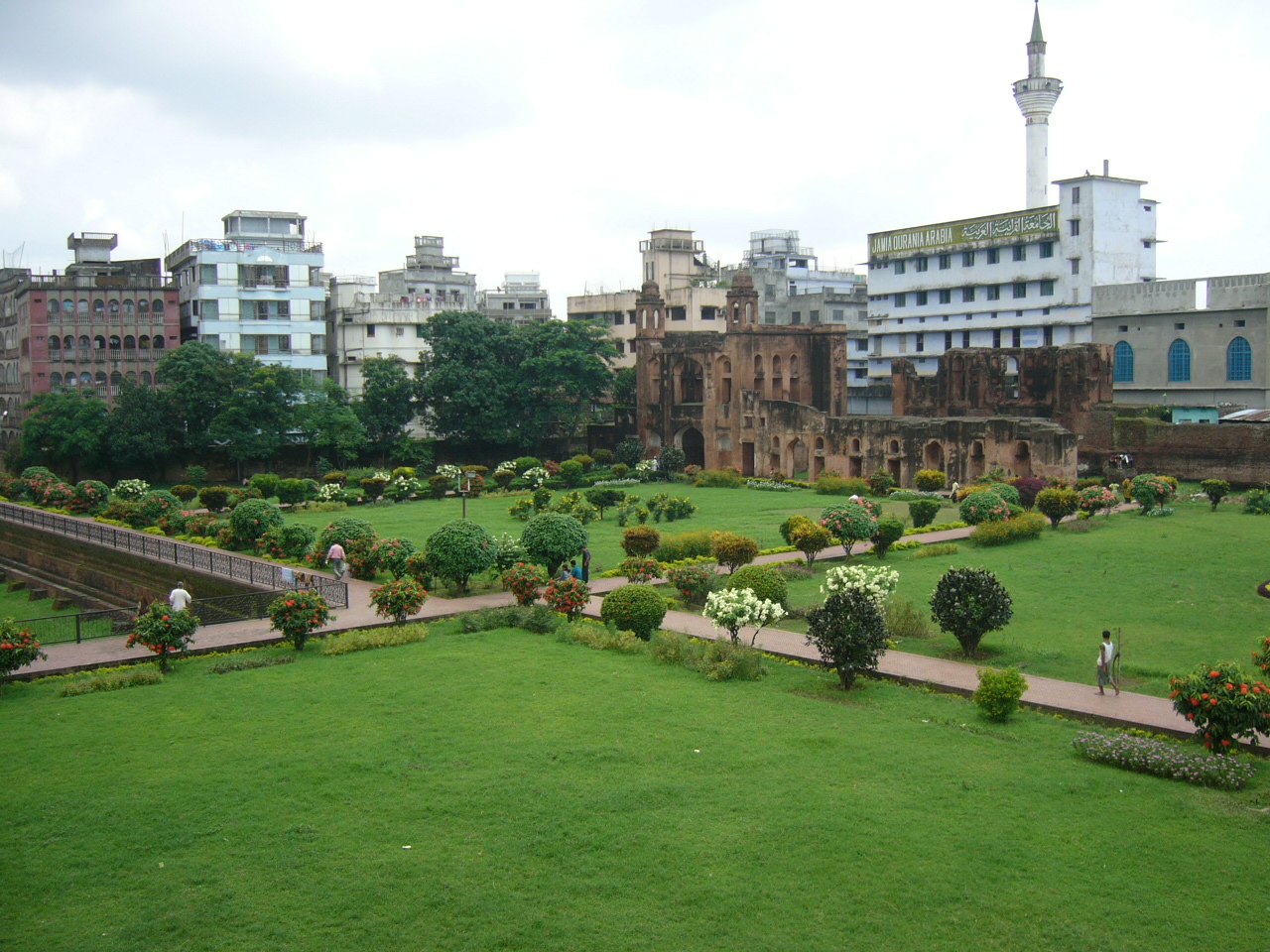
Het terrein met de restanten van een verdedigingsmuur

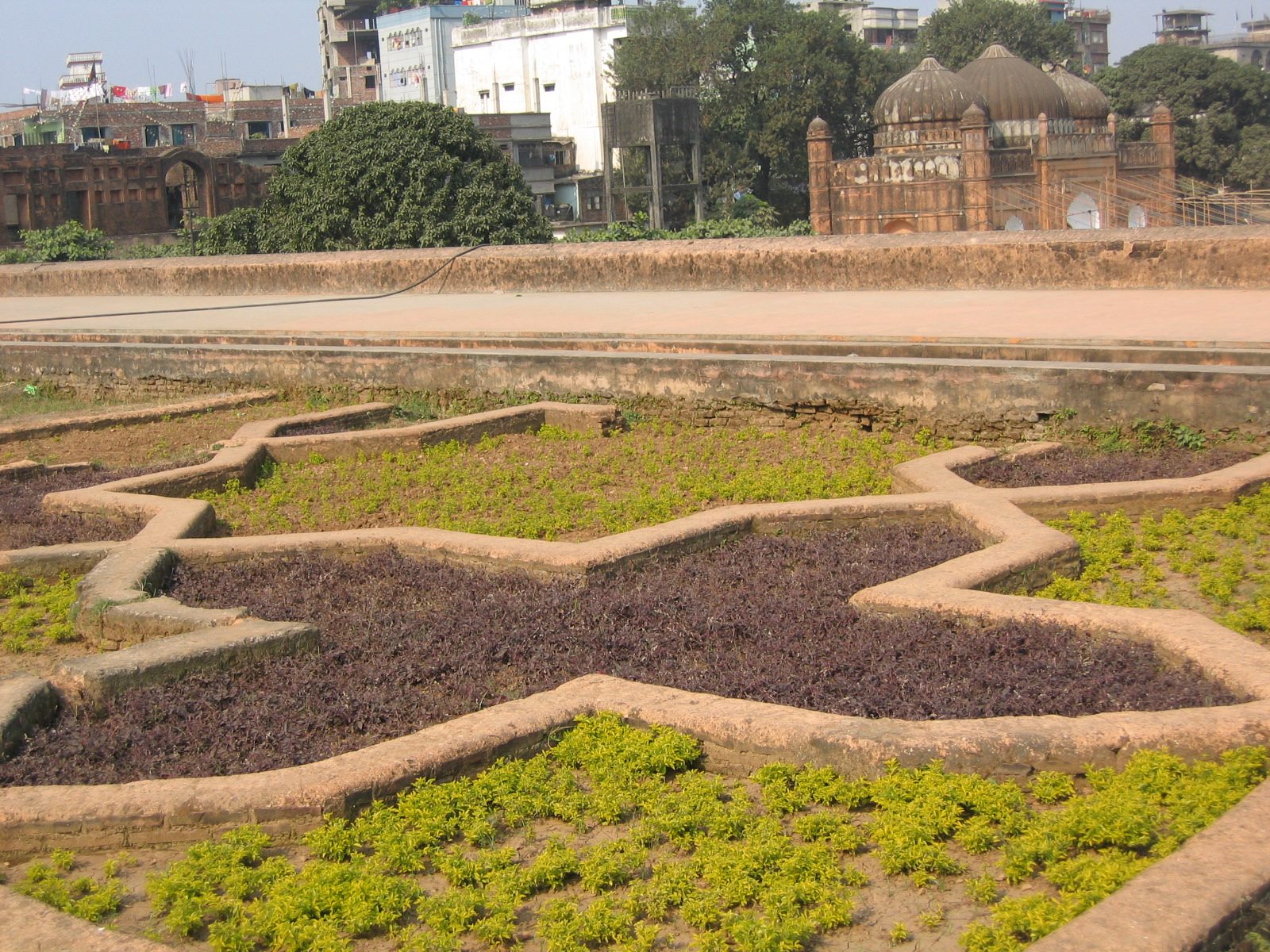
Een daktuin

Het Fort van Aurangabad (Bengaals: লালবাগ দূর্গ), ook bekend als Lal Bagh Fort, is een incompleet Mogols paleis-fort dat is gebouwd bij de Buringanga rivier in het zuidwestelijke deel van Dhaka, de hoofdstad van Bangladesh. Met de bouw werd in 1678 begonnen in opdracht van prins Mohammamed Azam tijdens zijn regentschap, maar voordat het werk af was werd hij teruggeroepen door Aurangzeb. Zijn opvolger Shaista Khan zette het werk niet voort. Zijn dochter Iran Dukht (ook bekend onder de naam Bibi Pari) overleed in 1684 in het fort en dat leidde bij Khan tot de gedachte dat het fort behekst was.
Het fort speelde ook een belangrijke rol in de opstand van Indische soldaten tegen de Britten tijdens de Grote Opstand in 1857. Bij het fort werden ze verslagen door een leger van Oost-Indische compagnie. De opstandelingen die het hadden overleefd werden opgehangen in Victoria Park. Later kreeg dit park de naam Badahur Shah Par, naar de naam van de laatste Mogolkeizer die de opstand tegen het Britse rijk leidde.

## Indeling
Het huidige terrein van het complex beslaat 73 hectare. Opgravingen hebben aangetoond dat er in het verleden ook een watervoorziening, riool, daktuinen en fonteinen zijn geweest. Er is het laatste decennia veel opgeknapt aan het fort, waardoor ook meer toeristen en bezoekers het complex komen bezoeken. Het fort bestaat uit drie complexen:
- De moskee. Deze heeft drie koepels. Aan de voorkant staat een wasvat voor de rituele reiniging. De drie gebouwen zijn met elkaar verbonden door middel van een waterkanaal, met verschillende fonteinen. Twee gelijksoortige kanalen lopen van het noorden naar het zuiden.
- De tombe van Bibi Pari. De tombe bestaat uit acht ruimtes die om een centrale kamer liggen. In die kamer liggen de resten van Iran Dukht. De hele binnenwand van de kamer is bekleed met marmer. In de kamer in de oostelijke hoek is bij herstelwerkzaamheden ook een graf gevonden, vermoedelijk van Shamsad Begum, mogelijk een familielid van Iran Dukht.
- De Diwan-i-Aam, het paleis, met daaraan vast een Hamam, oftewel een Turks badhuis. Deze bestaat uit twee poorten en de restanten van de muren van het fort.